# Генсвілл (Алабама)
Генсвілл (англ. Hanceville) — місто (англ. city) в США, в окрузі Каллмен штату Алабама. Населення — 3217 осіб (2020).

## Історія
Генс Кінні народився 7 березня 1805 року. Сім'я Кінні переїхала до Америки з Ірландії на початку 1800-х років.
У 1820 році, родина прийшла з Південної Кароліни і Вірджинії, щоб влаштуватися в тому місці, що зараз відомо як Генсвілл. У грудні 1872 року син Генса Кінні назвав невелику громаду поселення на честь свого батька. Область залишалася економічно слаборозвиненою до 1873 року, коли до Генсвілла протягли залізницю.
Джеймс Голленд зіграв видатну роль у ранній історії Генсвілла. Він побудував перший магазин і салун, а потім став першим мировим суддею.

## Географія
Генсвілл розташований за координатами 34°3′50″ пн. ш. 86°45′52″ зх. д. / 34.06389° пн. ш. 86.76444° зх. д. (34.064010, -86.764436).  За даними Бюро перепису населення США в 2010 році місто мало площу 10,95 км², з яких 10,91 км² — суходіл та 0,04 км² — водойми. В 2017 році площа становила 11,69 км², з яких 11,65 км² — суходіл та 0,04 км² — водойми.

## Демографія
Згідно з переписом 2010 року, у місті мешкали 2982 особи в 1233 домогосподарствах у складі 691 родини. Густота населення становила 272 особи/км².  Було 1439 помешкань (131/км²).
Расовий склад населення:
| - 92,4 % — білих - 3,6 % — чорних або афроамериканців - 0,7 % — азіатів - 0,2 % — корінних американців - 1,4 % — осіб інших рас |

До двох чи більше рас належало 1,6 %. Частка іспаномовних становила 2,4 % від усіх жителів.
За віковим діапазоном населення розподілялося таким чином: 21,6 % — особи молодші 18 років, 55,6 % — особи у віці 18—64 років, 22,8 % — особи у віці 65 років та старші. Медіана віку мешканця становила 40,0 року. На 100 осіб жіночої статі у місті припадало 83,1 чоловіків;  на 100 жінок у віці від 18 років та старших — 78,5 чоловіків також старших 18 років.
Середній дохід на одне домашнє господарство  становив 37 547 доларів США (медіана — 29 231), а середній дохід на одну сім'ю — 42 917 доларів (медіана — 32 961). Медіана доходів становила 30 128 доларів для чоловіків та 22 704 долари для жінок. За межею бідності перебувало 25,8 % осіб, у тому числі 50,2 % дітей у віці до 18 років та 19,8 % осіб у віці 65 років та старших.
Цивільне працевлаштоване населення становило 1017 осіб. Основні галузі зайнятості: освіта, охорона здоров'я та соціальна допомога — 24,2 %, виробництво — 21,0 %, роздрібна торгівля — 18,4 %.